# Kollo
Kollo o Kolo es una comuna urbana de Níger, chef-lieu del departamento homónimo en la región de Tillabéri. En diciembre de 2012 presentaba una población censada de 32 829 habitantes, de los cuales 16 315 eran hombres y 16 514 eran mujeres.
En la segunda mitad del siglo XIX, la localidad fue conquistada por el líder zarma Issa Korombé de Karma, quien estaba en alianza con Dargol; los zarma gobernaron la zona hasta la colonización francesa de principios del siglo XX. Su economía se basa en la agricultura de lluvia y alberga un mercado de ganado los viernes. Desde 2009 cuenta con un hospital.
Se encuentra situada en el suroeste del país, a orillas del río Níger en la periferia suroriental de la capital nacional Niamey.